# Castelnau-Montratier
Castelnau-Montratier là một xã thuộc tỉnh Lot trong vùng Occitanie phía tây nam nước Pháp.